# Eritreisch-Orthodoxe Tewahedo-Kirche

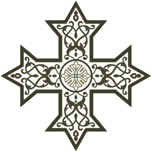
Eritreisch-orthodoxes Kreuz

Die Eritreisch-Orthodoxe Tewahedo-Kirche (Tigrinya ኦርቶዶክስ ተዋሕዶ ቤተ ክርስቲያን ኤርትራ Ortodoks täwaḥǝdo betä krǝstiyan Erǝtra, italienisch Chiesa ortodossa Eritrea) ist eine christliche altorientalische Kirche in Eritrea mit zwei Millionen Gläubigen (etwa 40 % der Bevölkerung).
Die Liturgiesprache der Kirche ist die Sakralsprache Altäthiopisch, die im Alltag jedoch nicht mehr benutzt wird.
Die Kathedrale der Eritreisch-Orthodoxen Tewahedo-Kirche befindet sich in Asmara und trägt den Namen Nda Mariam.

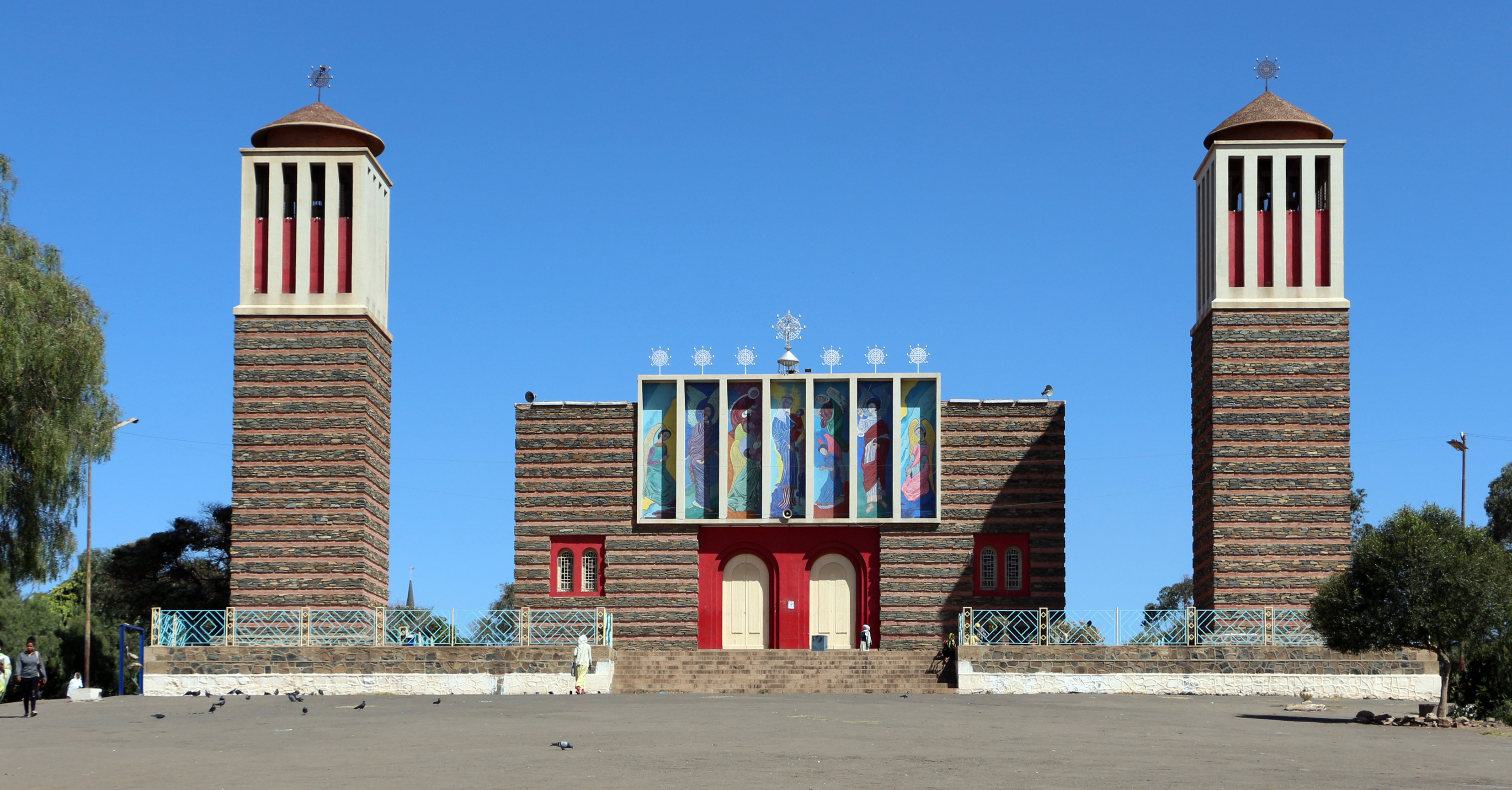
Die Nda Mariam ist die eritreisch-orthodoxe Kathedrale in der Hauptstadt Asmara

Die Kirche ist Mitglied des Ökumenischen Rates der Kirchen (ÖRK) und der All Africa Conference of Churches (AACC)
Ihr katholisch-uniertes Gegenstück ist die Eritreisch-Katholische Kirche.

## Geschichte
Bereits in den späten 1920er Jahren wurde von der italienischen Kolonialmacht in der Colonia Eritrea in Abspaltung von der äthiopisch-orthodoxen Kirche eine eritreisch-orthodoxe Kirche gegründet. Ziel war, den Einfluss Äthiopiens in Eritrea zu reduzieren. Nach der Besetzung Äthiopiens durch Italien 1936 wurden beide Kirchen wieder vereint.
Die Kirche, spaltete sich – auf historischen Beziehungen zur Koptischen Kirche aufbauend – infolge der Selbständigkeit Eritreas 1993 von der Äthiopisch-Orthodoxen Tewahedo-Kirche ab.
Im Jahre 1998 ernannte der koptische Papst Schenuda III. Bischof Philippos zum ersten Patriarchen der Eritreisch-Orthodoxen Tewahedo-Kirche und entließ diese, unter widerstrebender Anerkennung durch die Äthiopisch-Orthodoxe Tewahedo-Kirche, zugleich in Autokephalie, .
Nach dem Tod von Philippos († 18. September 2002) wurde zuerst Abuna Yaqob († 1. Dezember 2003) und dann 2004 Abuna Antoniyos Patriarch (seit Januar 2006 unter Hausarrest wegen durch kirchliche Gremien festgestellten Verstoßes gegen gute Sitten, angeblich wegen Verprügelns einer Nonne). Internationale christliche Hilfswerke erkennen in der Absetzung des Patriarchen den Einfluss der eritreischen Regierung, aufgrund seiner Aussagen gegen  Christenverfolgung in Eritrea. Nach Angaben der Organisation Open Doors ist das Ausmaß der Diskriminierung und Verfolgung von Christen in Eritrea besonders hoch.
Nach dessen kirchenrechtlich umstrittener Absetzung wurde 2007 Bischof Dioskoros von der eritreischen Regierung zum Kirchenoberhaupt bestellt, doch bis zu seinem Tod im Dezember 2015 nicht allgemein anerkannt, da ein Patriarch nur nach dem Ableben des vorigen ernannt werden kann. Der 79-jährige Abuna Antoniyos wurde am 27. Mai 2007 verhaftet, wie amnesty international in einer „urgent action“ im Juni 2007 bekanntgab.

## Patriarchen seit 1998
- 1998–2002 Abuna Philippos
- 2002–2003 Abuna Yaqob
- 2002–2007 Abuna Antoniyos – Von der eritreischen Regierung und von der sogenannten „Synode“ gegen den Kanon der Kirche abgesetzt, aber auch danach noch als legitimer Patriarch der eritreisch-orthodoxen Tewahedo-Kirche angesehen.
- 2007–2015 Abuna Dioskoros – verstorben. Ersetzte Abune Antonios durch ein Vertrauensvotum des nationalen Organs der Kirche in Eritrea.
- 21. Dezember 2015–13. Juni 2021 vakant
- 13. Juni 2021 bis 2. Dezember 2022: Abuna Qerlos